# Observationseinheit Zoll
Die Observationseinheiten Zoll (OEZ) sind Spezialeinheiten (SE) der Bundeszollverwaltung für Observation und Zugriff.
Sie sind neben der Zentralen Unterstützungsgruppe Zoll (ZUZ) Spezialeinheiten der deutschen Bundeszollverwaltung. Es bestehen acht OEZ an den jeweiligen Standorten der Zollfahndungsämter.

## Auftrag
Die Observationseinheiten Zoll haben die Aufgabe, verdächtige Personen aus dem Bereich der mittleren, schweren und organisierten Kriminalität zu beobachten, verdeckt Beweise zu suchen und gegebenenfalls festzunehmen. Daneben werden diese auch eingesetzt für Aufklärungs-, Schutz- und Sicherungsmaßnahmen. Die OEZ sind mit den Mobilen Einsatzkommandos (MEK) der Polizeien der Länder vergleichbar. Sie unterstützen vorrangig den Zollfahndungsdienst und die Finanzkontrolle Schwarzarbeit.

## Organisation
Die OEZ sind in den acht Zollfahndungsämtern Teil des Sachgebietes 200 „Einsatzunterstützung“ neben den Technischen Servicediensten und dem Lage- und Informationsdienst. Bei jeder OEZ sind Technische Einsatzgruppen (TEG) eingerichtet. Diese sind verantwortlich für die komplexe Unterstützungstechnik bei den laufenden Einsatzmaßnahmen, wie zum Beispiel Ortungs-, Nachtsicht-, Wärmebild-, Video- und Audiotechnik.

## Eignungsfeststellung und Ausbildung
Die Eignung für eine Verwendung in den OEZ wird in einem einwöchigen Auswahlverfahren festgestellt. Es besteht aus einer medizinischen Untersuchung, einem sportlichen beziehungsweise praktischen und psychologischen Test sowie der Vorstellung vor einer Auswahlkommission. Anschließend werden die Kräfte bei den OEZ weiterqualifiziert, um neben ihrer Observationstätigkeit unter anderem als Einsatztrainer für Sport beziehungsweise Schießen, Rettungssanitäter, Fahrsicherheitstrainer, Einsatztechniker, Legendenbeauftragter und vieles mehr tätig zu sein. Seit 2019 findet das Auswahlverfahren in neuer Form statt. Es wird nun zeitlich voneinander getrennt in zwei Schritten durchgeführt. Teil 1 beinhaltet schriftliche psychologische Tests (ein Tag) und Teil 2 sportliche Abnahmen sowie Einzelgespräche mit dem Psychologen und der Auswahlkommission (fünf Tage). Als Teil 1 erhalten die Bewerber die Information, ob sie für Teil 2 zugelassen sind.

## Geschichte
Vor dem Hintergrund immer häufiger organisiert und konspirativ agierender Straftäter im Zuständigkeitsbereich des Zolls gewann die Observation Ende der 1980er-Jahre zunehmend an Bedeutung. Im Zuge dieser Entwicklung wurden die OEZ bei den Zollfahndungsämtern eingerichtet.

## Standorte
Die acht Zollfahndungsämter, zu denen je eine OEZ gehört, sind in Berlin, Dresden, Essen, Frankfurt am Main, Hamburg, Hannover, München, Stuttgart.